# Prvenstvo grada Zagreba 1918-1919
Il Prvenstvo grada Zagreba u nogometu 1918./19. (it. "Campionato di calcio della città di Zagabria 1918/19") è stata la terza edizione di una competizione calcistica a Zagabria dopo il campionato di Croazia e Slavonia nel 1914. La competizione è stata organizzata dalla Sezione calcio della HŠS (it. "Federazione sportiva croata").
Vennero inclusi i risultati del campionato precedente, interrotto a causa dei cambiamenti politici.

## Avvenimenti
All'inizio del dicembre 1918, la Nogometna sekcija, la "Sezione calcio", divenne un organismo completamente autunomo dalla HŠS (la "Federazione sportiva croata"), e decise che il campionato di Zagabria sarebbe continuato nella primavera del 1919, quindi le 7 partite disputate nel secondo campionato di guerra sarebbero state conteggiate nel nuovo torneo, chiamato semplicemente "Campionato della città di Zagabria".

Domenica 30 marzo si svolse la gara decisiva decisiva per la Coppa Pejačević, per designare il vincitore del secondo campionato di guerra, fra Građanski e HAŠK allo Stadio Maksimir di fronte a 3000 spettatori. A prevalere furono i primi per 2–0.

Il dominio del Građanski era totale, infatti vinse tutte le 8 gare in programma. Da Spalato venivano notizie sui grandi progressi e sull'ascesa dell'Hajduk, quindi, per dimostrare qual era la squadra migliore, venne organizzata un'amichevole il 17 maggio. Sul 2–0 per il Građanski, l'Hajduk ha abbandonato il campo per protesta contro l'espulsione di un suo giocatore.
Il campionato era iniziato nel settembre 1918 con il Concordia/Viktorija, poi, a torneo in corso, Concordia e Viktorija si sono separate.

## Classifica
|  | Pos. | Squadra               | Pt  | G | V | N | P | GF | GS | QR    |
|  | ---- | --------------------- | --- | - | - | - | - | -- | -- | ----- |
|  | 1.   | Građanski Zagabria    | 16  | 8 | 8 | 0 | 0 | 36 | 5  | 7,200 |
|  | 2.   | HAŠK Zagabria         | 11  | 8 | 5 | 1 | 2 | 28 | 10 | 2,800 |
|  | 3.   | Concordia Zagabria    | 8   | 8 | 3 | 2 | 3 | 14 | 15 | 0,933 |
|  | 4.   | Ilirija Zagabria (–2) | 3   | 8 | 2 | 1 | 5 | 8  | 23 | 0,347 |
|  | 5.   | Croatia Zagabria (–4) | – 4 | 8 | 0 | 0 | 8 | 4  | 37 | 0,108 |

Legenda:
      Campione di Zagabria.
  Partecipa agli spareggi.
      Retrocessa in seconda classe.
Note:
Due punti a vittoria, uno a pareggio, zero a sconfitta.
L'Ilirija è stata penalizzata di 2 punti e il Croatia di 4 per aver utilizzato giocatori in posizione irregolare.

## Risultati

### Tabellone
|           | Gra  | HAŠ  | Con  | Ili  | Cro  |
| --------- | ---- | ---- | ---- | ---- | ---- |
| Građanski | –––– | 2-0  | 4-0  | 3-0  | 3-1  |
| HAŠK      | 2-4  | –––– | 2-2  | 4-0  | 5-1  |
| Concordia | 1-4  | 0-4  | –––– | 0-0  | 2-1  |
| Ilirija   | 1-5  | 1-4  | 0-6  | –––– | 2-1  |
| Croatia   | 0-11 | 0-7  | 0-3  | 0-2  | –––– |

### Calendario
```
01.09.1918 Concordia-Croatia     2-1
15.09.1918 HAŠK-Croatia          5-1
29.09.1918 HAŠK-Građanski        2-4
13.10.1918 Ilirija-Croatia       4-1
13.10.1918 Concordia-Građanski   1-4
27.10.1918 HAŠK-Ilirija          4-0
27.10.1918 Građanski-Croatia     3-1
23.03.1919 Građanski-Ilirija     3-0
25.03.1919 Concordia-Ilirija     0-0
26.03.1919 HAŠK-Concordia        2-2
27.04.1919 Croatia-HAŠK          0-7
04.05.1919 Građanski-Concordia   4-0
11.05.1919 Ilirija-Concordia     0-6
25.05.1919 Građanski-HAŠK        2-0
25.05.1919 Croatia-Ilirija       0-2
15.06.1919 Croatia-Građanski    0-11
15.06.1919 Concordia-HAŠK        0-4
19.06.1919 Ilirija-HAŠK          1-4
29.06.1919 Ilirija-Građanski     1-5
29.06.1919 Croatia-Concordia     0-3
```

## 2. razred
Il vincitore della Drugi razred ("Seconda classe") veniva promosso nella 1. razred del Prvenstvo grada Zagreba 1919.
| Squadra          | Pti | G | V | N | P | GF | GS | QR    |
| ---------------- | --- | - | - | - | - | -- | -- | ----- |
| Šparta Zagabria  | 6   | 4 | 2 | 2 | 0 | 6  | 2  | 3,000 |
| Slavija Zagabria | 5   | 4 | 2 | 1 | 1 | 6  | 6  | 1,000 |
| Slaven Zagabria  | 1   | 4 | 0 | 1 | 3 | 5  | 9  | 0,555 |

|         | Špa | Sja | Sen |
| ------- | --- | --- | --- |
| Šparta  |     | 0-0 | 2-1 |
| Slavija | 0-3 |     | 3-1 |
| Slaven  | 1-1 | 2-3 |     |